# Тест на простоту Поклінґтона
Тест на простоту Поклінґтона (англ. Pocklington–Lehmer primality test) — тест на простоту розроблений Генрі Кабурн Поклінґтоном і Деріком Генрі Лемером для визначення чи є число {\displaystyle n} простим. На виході тесту або доведення простоти, або неможливість доведення.

## Лема
Нехай {\displaystyle n>1.} Якщо для кожного простого дільника {\displaystyle q} для {\displaystyle n-1} існує ціле таке, що
1. {\displaystyle a^{n-1}\equiv 1{\pmod {n}},}
2. {\displaystyle a^{(n-1)/q}\not \equiv 1{\pmod {n}};}

тоді {\displaystyle n} — просте.
Позначення: {\displaystyle a|b} означає, що {\displaystyle a} ділить {\displaystyle b.}
Доведення: Для того, щоб показати, що {\displaystyle n} просте нам потрібно лише показати, що {\displaystyle \phi (n)=n-1,} або простіше, що {\displaystyle (n-1)|\phi (n).}  Припустимо це не так, тоді існує просте {\displaystyle q} і показник {\displaystyle r>0} такий, що {\displaystyle q^{r}|(n-1),} але не ділить {\displaystyle \phi (n).} Для цього цілого {\displaystyle q} ми маємо мати ціле, що задовольняє попереднім умовам. Тепер нехай {\displaystyle m} буде порядком {\displaystyle a} за модулем {\displaystyle n,} тоді {\displaystyle m|(n-1)} (перша умова), але не ділить {\displaystyle (n-1)/q} (друга умова). Отже {\displaystyle q^{r}} ділить {\displaystyle m,} яке ділить {\displaystyle \phi (n)} — протиріччя, яке доводить лему.

## Теорема Поклінґтона
Теорема Поклінґтона (англ. Pocklington's Theorem) (1914): Нехай {\displaystyle n-1=q^{k}R,} де {\displaystyle q} — просте, яке не ділить {\displaystyle R.} Якщо існує ціле таке, що {\displaystyle a^{n-1}\equiv 1{\pmod {n}}} і {\displaystyle \gcd(a^{(n-1)/q}-1,n)=1,} тоді кожен простий дільник {\displaystyle p} для {\displaystyle n} має вигляд {\displaystyle q^{k}r+1.}
Доведення: Нехай {\displaystyle p} — довільний простий дільник {\displaystyle n,} і нехай {\displaystyle m} буде порядком {\displaystyle a} за модулем {\displaystyle p.} Як і в лемі, {\displaystyle m|(n-1)=q^{k}R} (перша умова для {\displaystyle a),} але не ділить {\displaystyle (n-1)/q=q^{k-1}R} (друга умова); отже {\displaystyle q^{k}|m.} Звісно, {\displaystyle m|(p-1)} і звідси висновок.

### Вислід
Вислідом застосування теореми Поклінґтона до кожного простого степеневого дільника {\displaystyle n} (плюс трошки роботи) є: 
Теорема: Припустимо, що {\displaystyle n-1=F\times R} (тобто {\displaystyle F|(n-1)} ), де {\displaystyle F>R,} {\displaystyle \gcd(F,R)=1} і відома факторизація {\displaystyle F=\prod _{j=1}^{t}q_{j}^{e_{j}}}. Якщо існує ціле {\displaystyle a,} що задовольняє:
1. {\displaystyle a^{n-1}\equiv 1{\pmod {n}};}
2. {\displaystyle \gcd(a^{(n-1)/q_{j}}-1,n)=1} для кожного {\displaystyle j,1\leq j\leq t,}

тоді кожен простий дільник {\displaystyle p} для {\displaystyle n} конгруентний {\displaystyle 1} за модулем {\displaystyle F.} З цього випливає, що якщо {\displaystyle F>{\sqrt {n}}-1,} тоді {\displaystyle n} є простим.

## Кількість перевірок
Нехай {\displaystyle n=RF+1} буде непарним простим з {\displaystyle F>{\sqrt {n}}-1} і {\displaystyle \gcd(R,F)=1.} І нехай різними простими дільниками для {\displaystyle F} будуть {\displaystyle q_{1},q_{2},\dots ,q_{t}.} Тоді ймовірність, що випадково обрана база {\displaystyle a,} {\displaystyle 1\leq a\leq n-1,} задовольняє обом умовам: {\displaystyle a^{n-1}\equiv {\pmod {n}};} і {\displaystyle \gcd(a^{(n-1)/q_{j}}-1,n)=1} для кожного {\displaystyle j,} {\displaystyle 1\leq j\leq t,} становить {\displaystyle \prod _{j=1}^{t}(1-1/q_{j})\geq 1-\sum _{j=1}^{t}1/q_{j}.}
Отже, якщо відома факторизація дільника {\displaystyle F>{\sqrt {n}}-1,} тоді для перевірки на простоту, можна просто обирати випадкові цілі в інтервалі {\displaystyle [2,n-2]} доки на знайдеться таке, що задовольняє умовам 1 і 2, тобто {\displaystyle n} просте. Якщо таке {\displaystyle a} не знайшли після розумної кількості ітерацій, тоді {\displaystyle n} імовірно складене і це можна перевірити через застосування ймовірнісного тесту на простоту.